# Trachyglutus polychromus
Trachyglutus polychromus är en stekelart som beskrevs av Henry Keith Townes, Jr. 1970. Trachyglutus polychromus ingår i släktet Trachyglutus och familjen brokparasitsteklar. Inga underarter finns listade i Catalogue of Life.